# Пойнт-ле-Гаш (Луїзіана)
Пойнт-ле-Гаш (англ. Pointe à la Hache) — переписна місцевість (CDP) в США, в окрузі Плакмін штату Луїзіана. Населення — 183 особи (2020).

## Географія
Пойнт-ле-Гаш розташований за координатами 29°34′26″ пн. ш. 89°46′51″ зх. д. / 29.57389° пн. ш. 89.78083° зх. д. (29.573756, -89.780847).  За даними Бюро перепису населення США в 2010 році переписна місцевість мала площу 4,56 км², уся площа — суходіл.

## Демографія
Згідно з переписом 2010 року, у переписній місцевості мешкало 187 осіб у 57 домогосподарствах у складі 46 родин. Густота населення становила 41 особа/км².  Було 86 помешкань (19/км²).
Расовий склад населення:
| - 90,9 % — чорних або афроамериканців - 8,6 % — білих - 0,5 % — корінних американців |

До двох чи більше рас належало 0,0 %. Частка іспаномовних становила 0,0 % від усіх жителів.
За віковим діапазоном населення розподілялося таким чином: 25,7 % — особи молодші 18 років, 62,5 % — особи у віці 18—64 років, 11,8 % — особи у віці 65 років та старші. Медіана віку мешканця становила 41,8 року. На 100 осіб жіночої статі у переписній місцевості припадало 90,8 чоловіків;  на 100 жінок у віці від 18 років та старших — 82,9 чоловіків також старших 18 років.
Середній дохід на одне домашнє господарство  становив 79 331 долар США (медіана — 107 845), а середній дохід на одну сім'ю — 79 331 долар (медіана — 107 845). 
Цивільне працевлаштоване населення становило 130 осіб. Основні галузі зайнятості: публічна адміністрація — 43,8 %, освіта, охорона здоров'я та соціальна допомога — 36,2 %, науковці, спеціалісти, менеджери — 9,2 %, мистецтво, розваги та відпочинок — 4,6 %.